# Hortus Botanicus Leiden

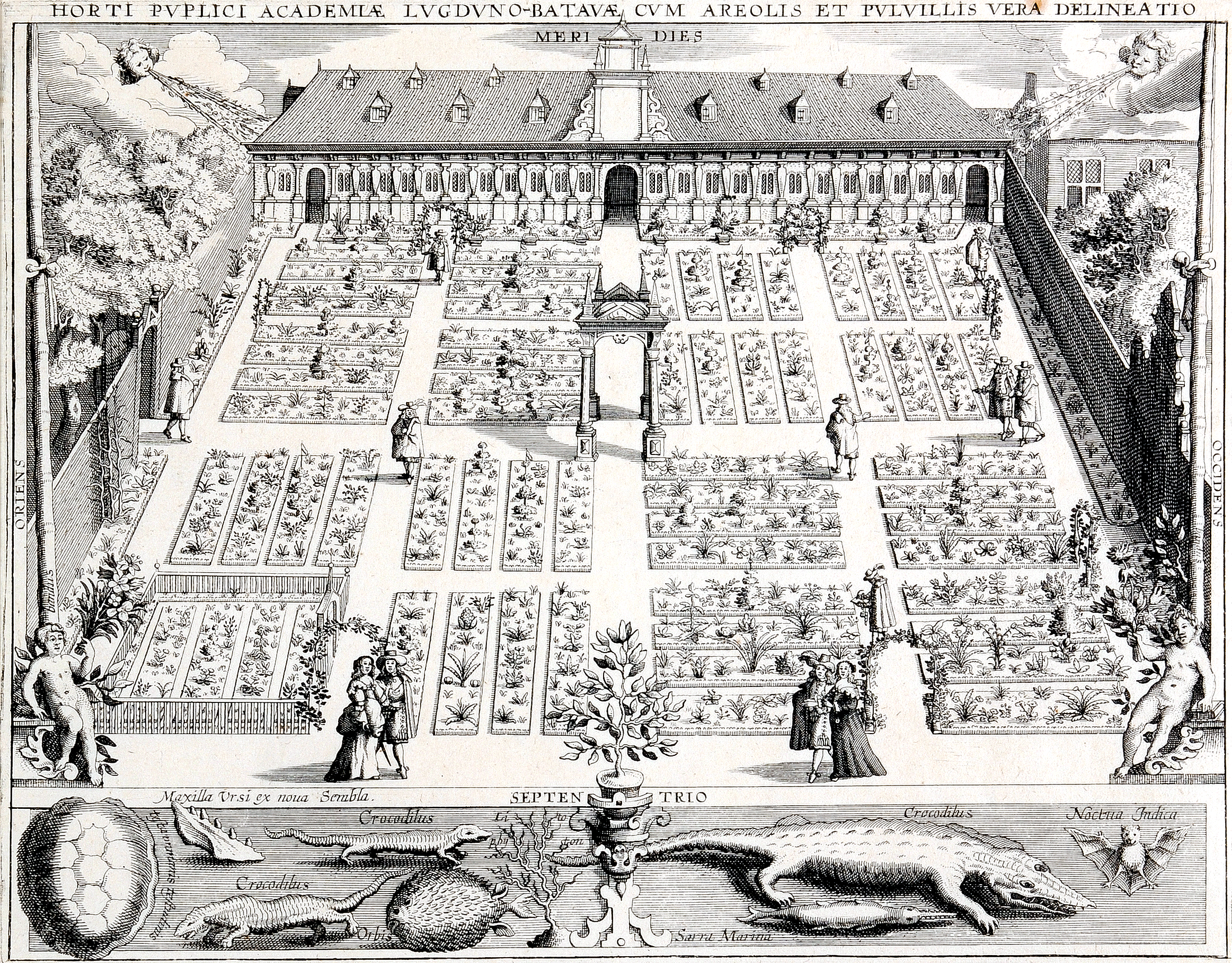
Der Hortus Botanicus 1610

Der Hortus Botanicus in Leiden ist einer der ältesten botanischen Gärten in den Niederlanden. Er wurde 1590 für die Ausbildung der Studenten der Universität Leiden gegründet.

## Geschichte
Nach der Gründung der Universität Leiden im Jahr 1575 entwickelten die Kuratoren der Leidener Hochschule die Idee, einen botanischen Garten dem Universitätsbetrieb anzuschließen. Damit folgte man den an europäischen Universitäten gemachten Erfahrungen eines Universitätsgartens für den Lehrbetrieb. Diese gehen ursprünglich auf das Jahr 1447 zurück, als in den Vatikanischen Gärten Gewächse angebaut wurden, zur Unterweisung der dortigen Theologen. Gut hundert Jahre später errichtete man den Botanischen Garten Padua, den Botanischen Garten Pisa und weitere botanische Gärten in Florenz und Bologna. Mit dem sich weiter entwickelnden Bildungskanon der Kulturepoche der Renaissance entstand 1580 der Botanische Garten der Universität Leipzig.
Auch in Leiden wünschte man sich solches Umfeld für die aufstrebende Universität. Bereits 1587 übertrug man daher Gerard Bontius die Aufgabe, Vorlesungen über die Wechselbeziehungen von Pflanzen zu medizinischen Themen zu halten. Zudem bemühten sich die Kuratoren der Leidener Hochschule am 17. März 1587 um ein Areal, welches in direkter Nähe zur Universität stand. Auf jenem Areal hatte vorher ein Kloster der Dominikanernonnen gestanden, welches infolge der konfessionellen Neuorientierung der Niederlande eingegangen war. Dieses 1400 Quadratmeter große Grundstück erwarb man am 9. Februar 1590, was als Gründungsdatum des Gartens angesehen wird.
Als Leiter des Gartens konnte man 1592 Carolus Clusius gewinnen. Zu diesem Zweck führte man an der Medizinischen Fakultät der Hochschule am 19. Oktober 1593 die Honorarprofessur der Botanik ein, mit welcher die Leitung des botanischen Gartens verbunden wurde. Mit der Anlage des Gartens wurden zudem dort Wohnhäuser für die Mitarbeiter und den Botanikprofessor errichtet. Im September 1594 begann der erste Hortulanus Dirck Outgertsz. Cluyt mit der Erstbepflanzung des Gartens. Dabei konnte man auf Pflanzensamen von Clusius, Ogier Ghislain de Busbecq und die Tulpenzwiebeln von Cluyt zurückgreifen. Somit verfügte der Hortus damals über 251 Pflanzen. Mit dem ausgehenden 16. Jahrhundert hatte man versucht, die Bildungslandschaft an den vorschreitenden Entwicklungen der Zeit anzupassen. 1598 übernahm daher der ordentliche Professor der Botanik Peter Pauw die Leitung des Gartens. Er erstellte 1601 eine Zusammenfassung, welche unter dem Titel Hortus Publicus Academiae Lugduno – Batavae, ichnographia, descriptio, usus. etc. (Leiden 1601) erschien und 757 Pflanzengattungen enthielt. Ebenfalls wurden unter seiner Leitung 1600 ein Steinbau, die so genannte Galerie Ambulacorum errichtet, in welcher Vorlesungen gehalten werden konnten.
1608 erfolgte eine Erweiterung um 400 Quadratmeter, dort errichtete man von 1610 bis 1612 eine erste Orangerie. Dies geschah unter der Leitung des Aelius Everhardus Vorstius unter dessen Leitung 1614 der Hortus 941 Pflanzenarten zählen konnte. Dessen Arbeit setzte sein Sohn Adolphus Vorstius fort. Der jüngere Vorstius begann 1635 und 1642 mit einer weiteren Katalogisierung des Hortus Bestandes. Dieser Katalog erschien unter dem Titel Catalogus plantarum Horti Academici Lugduno-Batavi in Leiden 1636 und 1643. Allerdings war die erste Orangerie nur ein sehr kleiner Bau und bald nicht mehr geeignet, die wachsende Anzahl von nicht winterharten Pflanzen zu beherbergen. 1643 konnte am man im Nordwesten des botanischen Grundstückes wieder erneutes Land erwerben. Hier errichtete man ein neues Überwinterungsquartier, welches heute als alte Orangerie bezeichnet wird.
Die Arbeit von Vorstius setzte sein Nachfolger Florentius Schuyl fort. Während jener Zeit fing man auch an Tomaten, Tabak, Mais und Kartoffeln anzubauen, welches den Ruf des Gartens in Nordeuropa erhöhte. Auch Pflanzen aus den niederländischen Kolonien, so durch die Niederländische Ostindien-Kompanie beschafft, fanden Eingang in den Garten. Nachdem Paul Hermann von Arnold Sijen die Leitung des Hortus übernommen hatte, führte dieser die Katalogisierung des Bestandes weiter fort. Diese Bestandszusammenfassung erschien 1687 in Leiden unter dem Titel Horti Academici Lugduno-Batavi Catalogus. Das siebzehnte Jahrhundert endete mit der Leitung von Peter Hotton, welcher die Einrichtung in das 18. Jahrhundert führte.
Ein Schüler Hottos übernahm 1709 die Leitung des Hortus. Dies war Herman Boerhaave. Boerhaave erkannte, wie wichtig die Katalogisierung für den wissenschaftlichen Betrieb des Hortus war. Hierzu führte er zunächst eine Bestandsaufnahme durch und veröffentlichte im Folgejahr seines Antrittes den Pflanzenkatalog Index plantarum, quae in Horto academico Lugdono-Batvo reperiuntur. In dem Bestreben ein umfassendes und schlüssiges medizinisches System zusammenzustellen, sammelte er akribisch neue Beobachtungen und Fakten seiner Zeit und versuchte diese in geeigneter Weise einzuordnen. Hierzu gehörten auch die Bestandteile des Hortus, die er bei jeder Gelegenheit weiter perfektionierte. So stand er zu seiner Zeit mit wichtigen Botanikern in Verbindung, mit denen er sich brieflich über botanischen Themen und Pflanzensamen austauschte. Hierzu gehören unter anderem Carl von Linné und Jean Baptiste Bassand. Bald erkannte Boerhaave, dass die Ausführungen seines Erstlingswerks über den Hortus nicht mehr genügten. Dieses Werk bereicherte er zehn Jahre später um die Geschichte des botanischen Gartens, fügte einige grafische Darstellungen dazu, und es umfasste 5846 Pflanzenarten. Dieses Werk erschien 1720 in Leiden unter dem Titel Index alter plantarum, quae in horto Academico Lugdono-Batavo coluntur und wurde 1727 erneut aufgelegt.
1730 übernahm Borhaaves Nachfolger Adrianus van Royen die Leitung des botanischen Gartens. Während seiner Amtsperiode erlebte der Hortus vielfältige bauliche Veränderungen. Unter seiner Leitung entstand eine neue Orangerie. Dessen Arbeit wurde von seinem Sohn Adrianus van Royen (1730–1754), von David van Royen (1754–1786), Sebald Justinus Brugmans, Gerard Sandifort, Kaspar Georg Karl Reinwardt, Willem Hendrik de Vriese und Willem Frederik Reinier Suringar fortgesetzt. Unter letzteren Leitung errichtete man auf dem Gelände des Hortus die alte Sternwarte Leiden. Nach der Leitung des Gartens unter Jacobus Marinus Janse übernahm Lourens Gerhard Marinus Baas Becking die Führung des Gartens, unter welchem abermals umwälzende bauliche Veränderungen vorgenommen wurden. 1931 erbaute man den Clusius Garten, welcher am ursprünglichen Muster der Gründungszeit entlehnt ist. Gewächshäuser die um 1850 bis 1890 erbaut wurden, riss man nieder und errichtete 1937 bis 1938 den großen Gewächshauskomplex Viktoria. Nachdem Taco Hajo van den Honert (1949–1958), Willem Karel Hendrik Karstens (1958–1973) und Cornelis Kalkman (1989–1990) die Geschicke des Gartens gelenkt hatten, wurde 1990 unter der Direktion von Pieter Baas begonnen den Hortus abermals zu renovieren. 2004 wurde Jan de Koning (* 1943) und 2006 der Deutsche Paul Keßler (* 1958) Direktor des Hortus.
Heute ist der Botanische Garten involvierend organisiert in der Botanic Gardens Conservation International (BGCI), im niederländischen Verband der Botanischen Gärten (niederländisch Nederlandse Vereniging van Botanische Tuinen), in der niederländischen Stiftung für nationale Pflanzensammlungen (niederländisch Stichting Nationale Plantencollectie (S.N.P.)) und der niederländischen Museumsvereinigung (niederländisch Vereniging van Nederlandse musea).

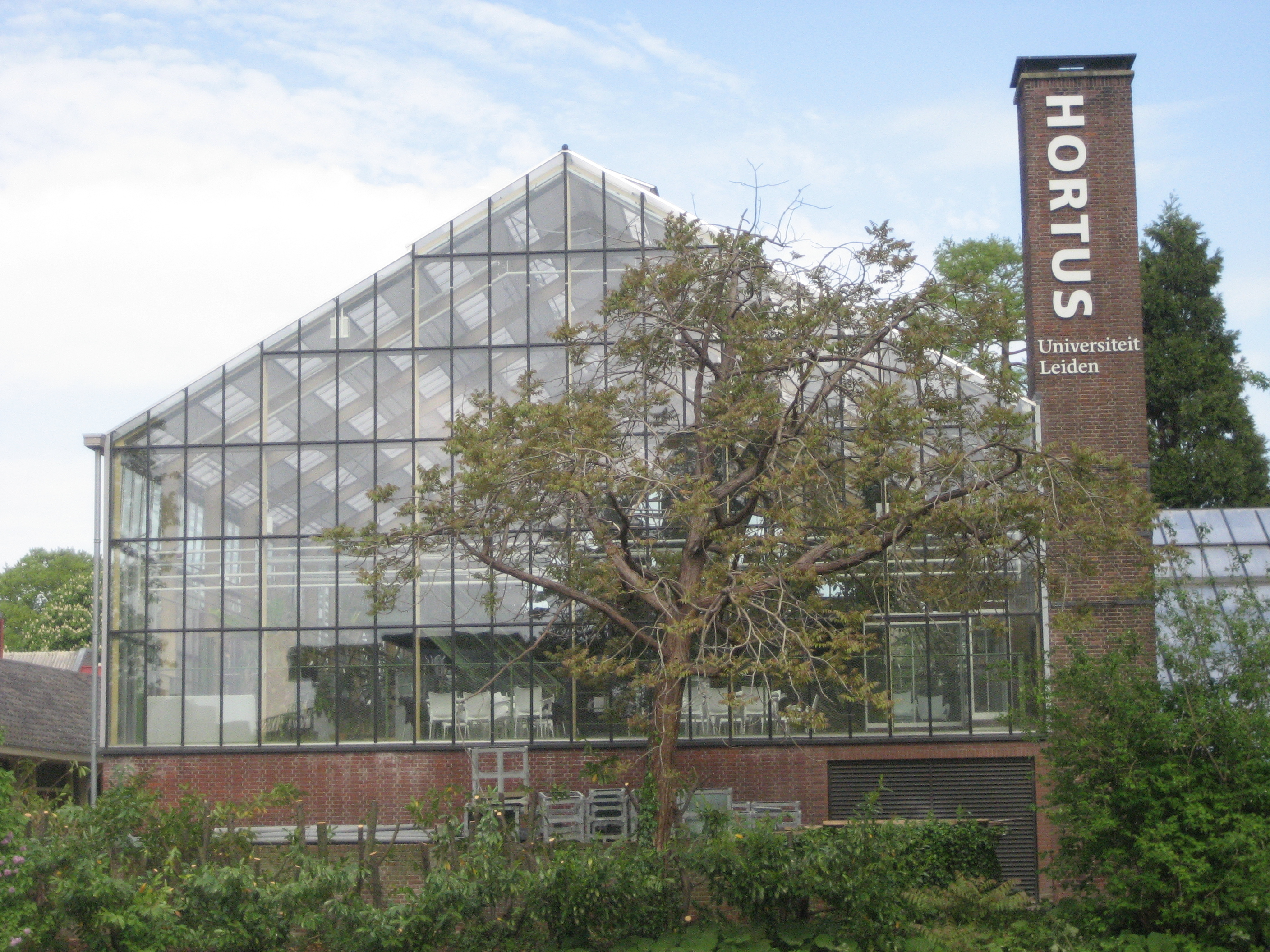
Hortus Botanicus Leiden
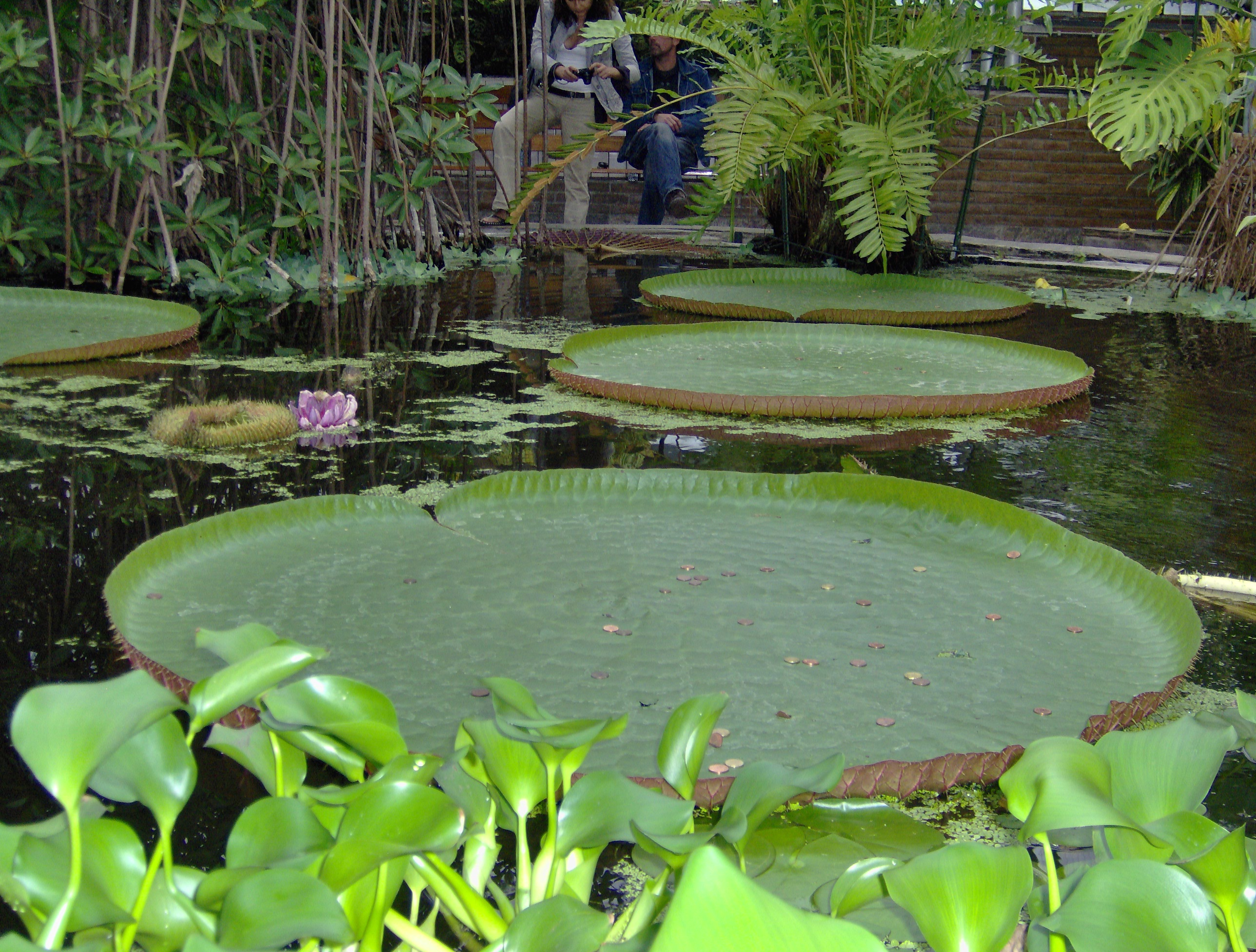
Victoria amazonica
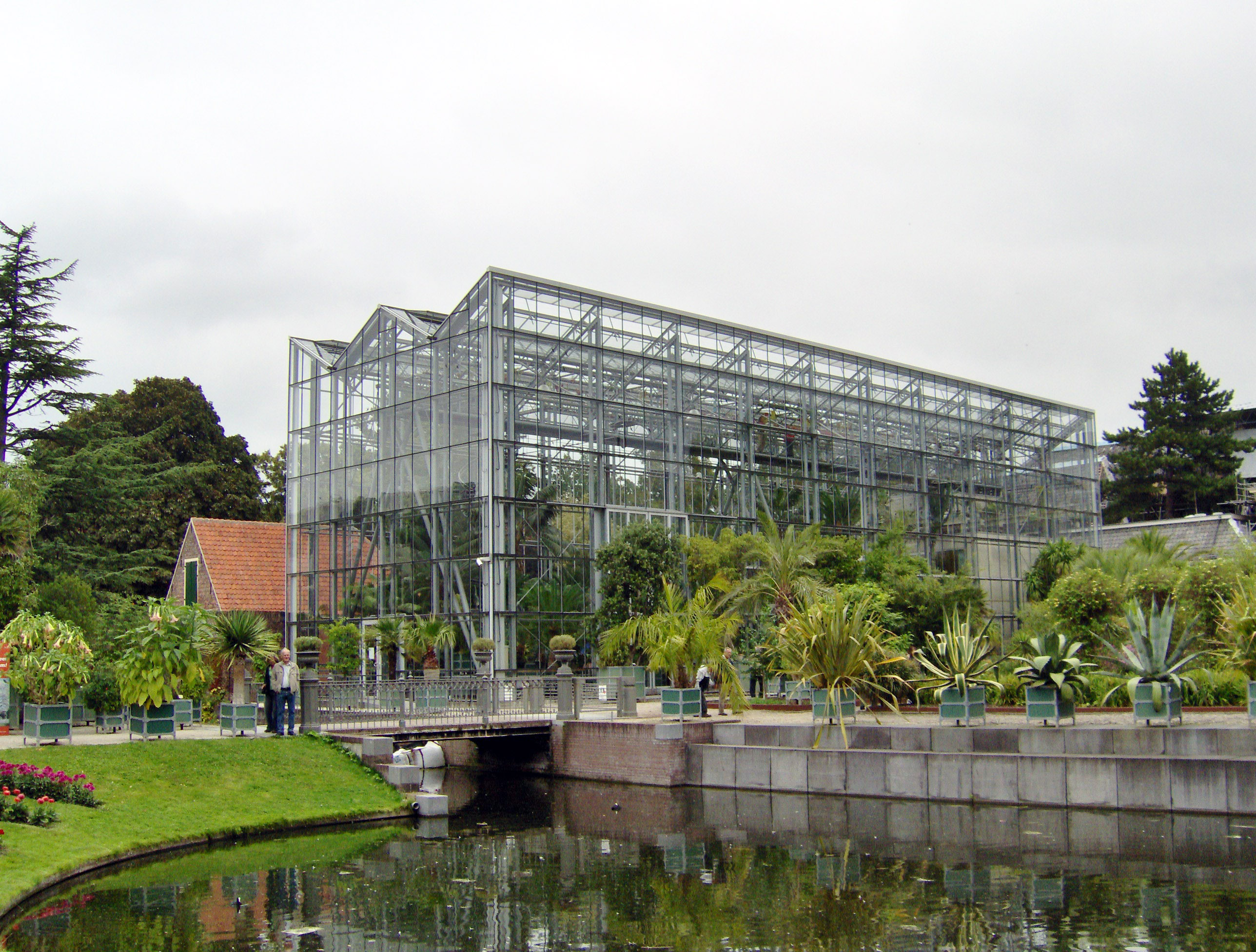
Glashaus
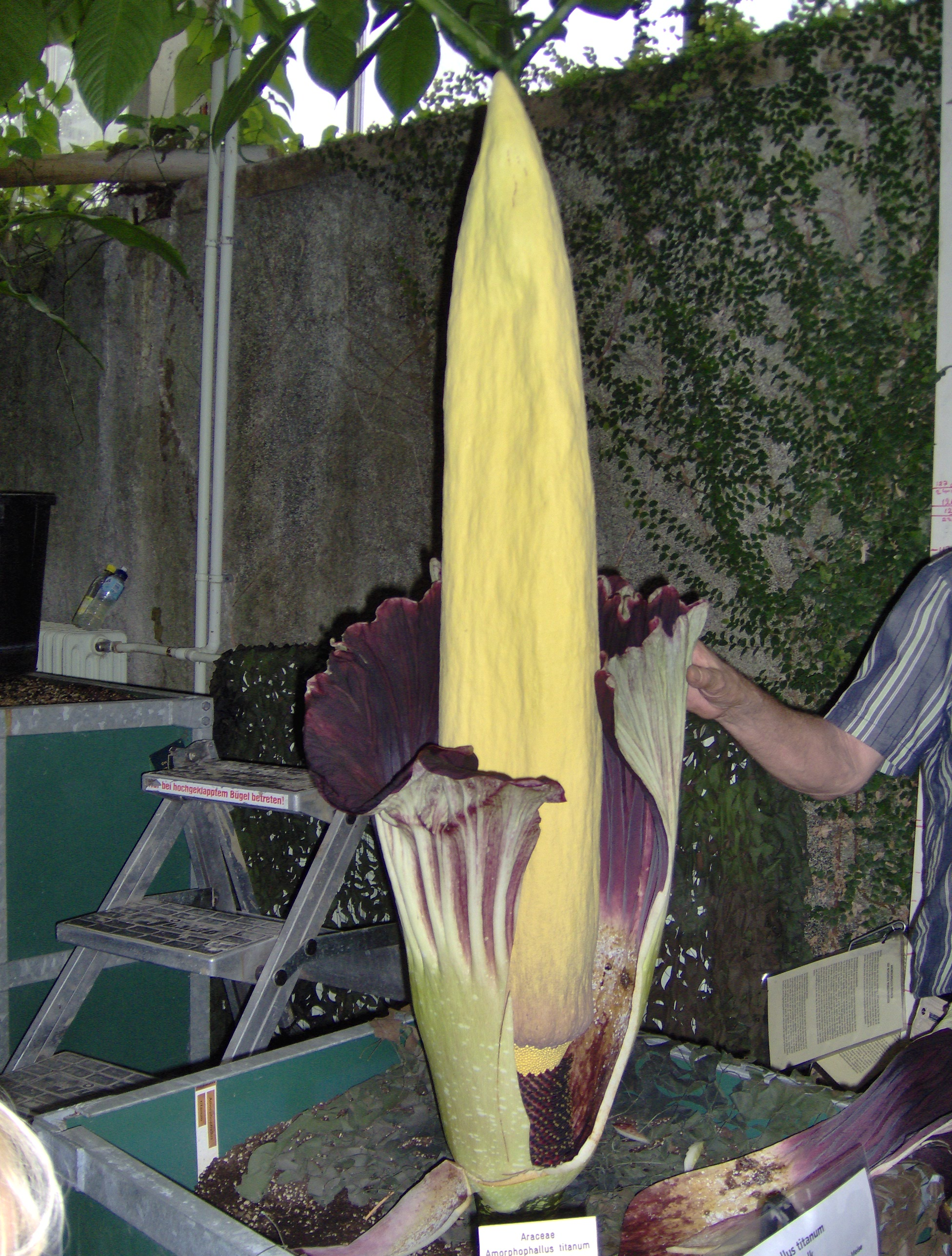
Titanenwurz